# Natrolemoynite
La natrolemoynite è un minerale.